# Al fresco

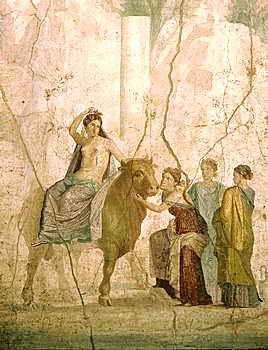
Europa och tjuren, fresk i Pompeji

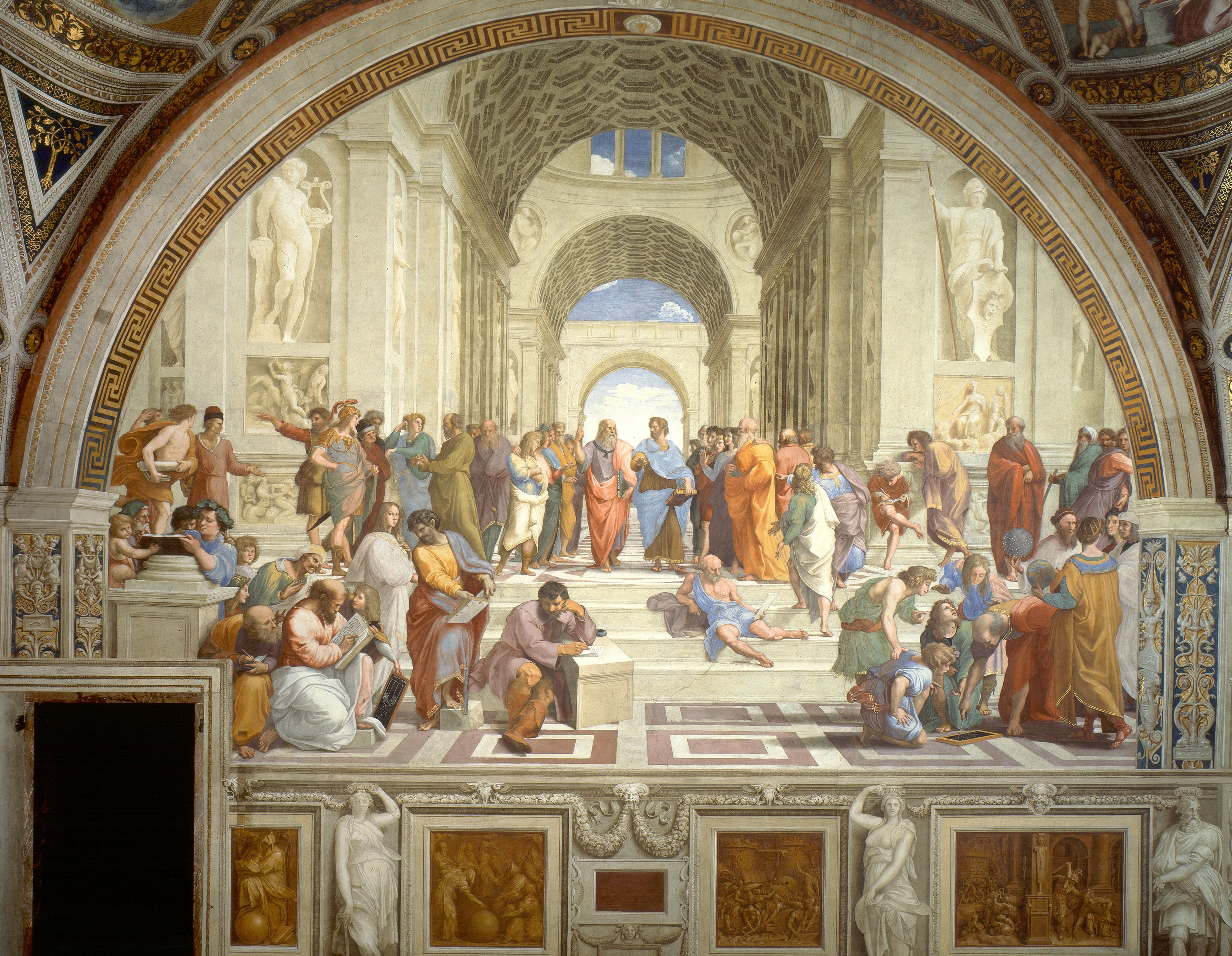
Skolan i Aten (Scuola di Atene)
Fresk (1509–1511) av Rafael.

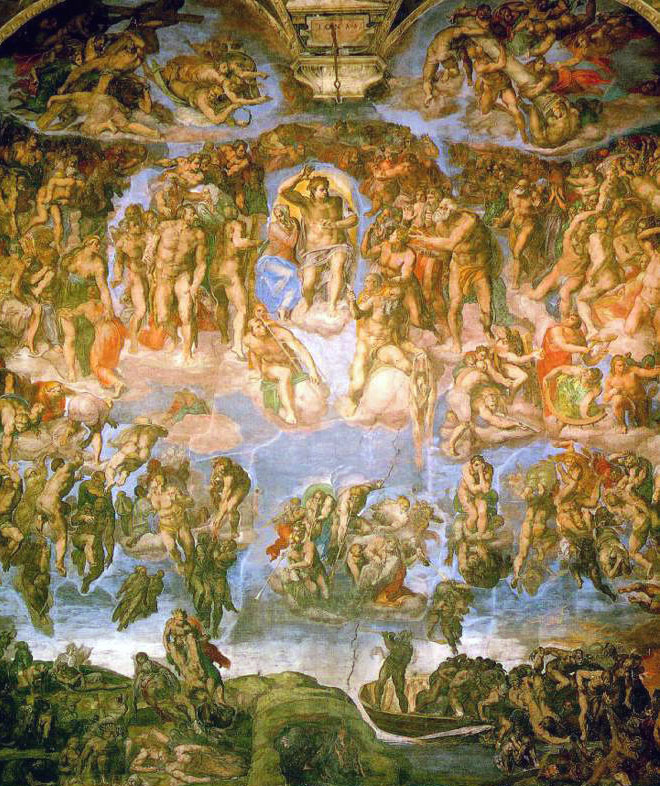
Yttersta domen, från 1534–1541, i Sixtinska kapellet i Vatikanen, fresk av Michelangelo.

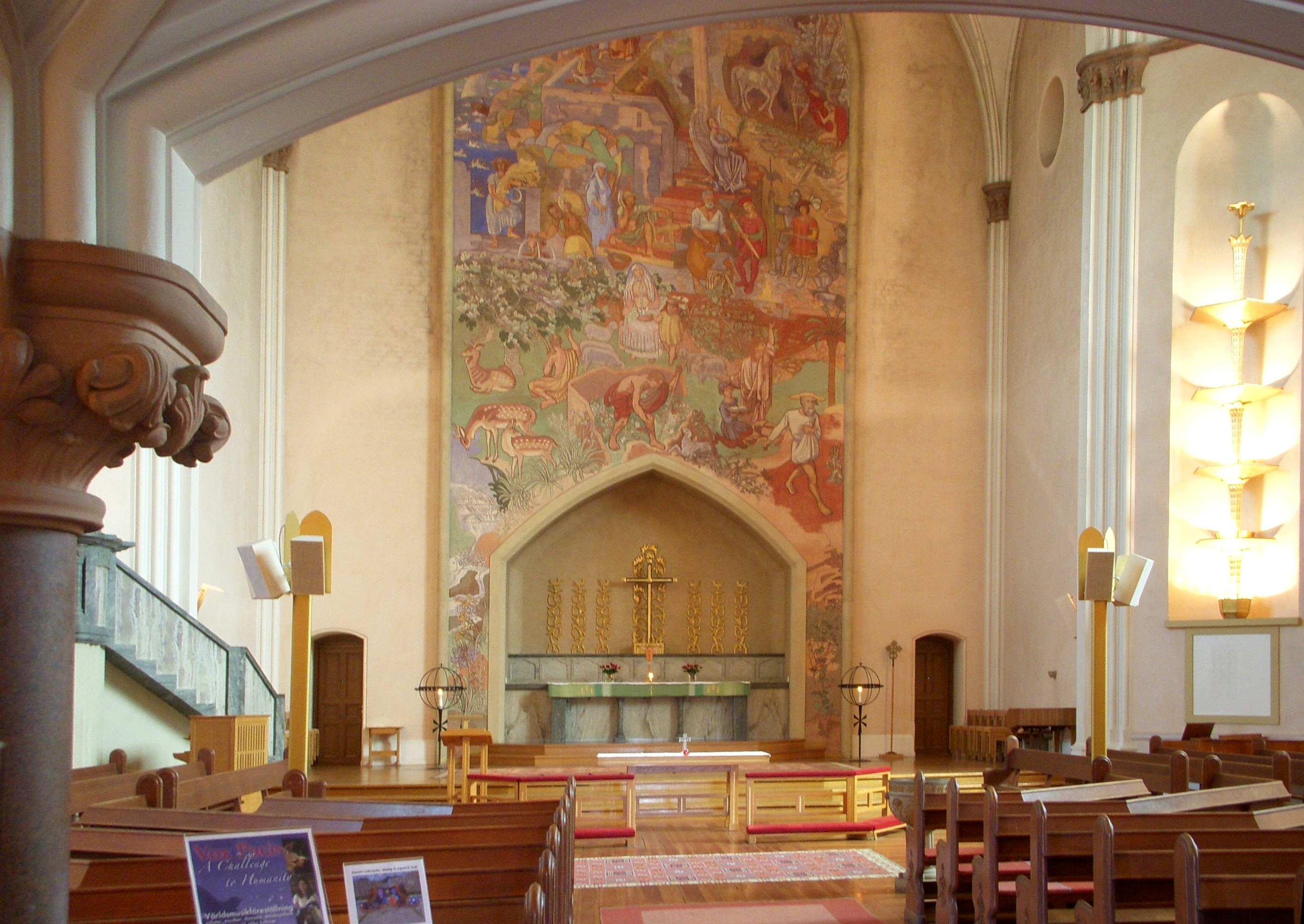
Fresk av Hilding Linnqvist i Sofia kyrka i Stockholm

Al fresco-målning, även affresco eller freskoteknik, är muralmålning utförd på färsk, fortfarande fuktig kalkputs. Termen al fresco kommer från italienskan, med samma betydelse, och direktöversätts till "på det färska". Dess motsats är al secco, eller seccoteknik, där kalkputsen först har fått härda, eller torka.
Med freskoteknik används pulvriserat färgpigment blandat med vatten, som målas direkt på fuktig, nylagd kalkputs. Den rena freskotekniken, även kallad buon fresco, är den mest hållbara tekniken. Underlaget byggs först upp med ett par lager kalkputs över hela ytan. Det lager man målar på, kallat intonaco, är en extra fin puts, som stryks ut över just det område man avser klara av under dagen, kallat giornata, eftersom målningen inte kan ändras efter det att putsen härdat. 
Med freskotekniken kommer pigmentpartiklarna att omges av de kristaller som bildas av kalken när den härdar, vilket ger ett mer hållbart resultat än vid seccoteknik. Hållbarheten förutsätter dock att pigmenten är kalkäkta, det vill säga klarar av kalkens basiska miljö.
Mezzo fresco (ungefär halvfärskt) är en variant av freskotekniken, där intonacon, kalkputsunderlaget man målar på, har kommit längre i härdningen än vid buon fresco och bara har en liten fuktighet kvar. När pigmenten stryks på kommer de därmed inte lika långt in i putsen, vilket ger en annan effekt. En viktig fördel med mezzo frescco-tekniken är att den ger konstnären längre tid. Större partier kan då färdigställas samtidigt, så att man får en mer sammanhållen målning utan skarvar. Metoden blev populär under renässansen och vid början av 1600-talet hade den i stort sett ersatt buon fresco.

## Historik
Freskomålning förekom inom egeisk kultur och senare i etruskisk konst, liksom i antikens Grekland och i romerska riket, där väggmålningar i Pompeji utgör exempel.
I Europa dominerade freskotekniken på många håll under medeltiden, särskilt under romansk tid. I Norden ses bevarade romanska freskomålningar främst i kyrkor från tidig dansk medeltid. Söder om Alperna fortsatte freskotekniken att dominera även under den senare medeltiden, medan man i nordligare områden i allmänhet gick över till seccoteknik under gotiken, från mitten av 1200-talet.
Under 1900-talet togs al fresco-tekniken upp i Sverige av bland andra Hilding Linnqvist och Sven Erixson.

## Freskomålare i urval
- Fra Angelico
- Giotto
- Michelangelo
- Elof Risebye
- Diego Rivera
- Rafael
- Pietro da Cortona
- Piero della Francesca
- Sandro Botticelli
- Torsten Billman
- Carl Larsson
- Prins Eugen
- Sven Erixson
- Hilding Linnqvist